# Ivan Štrpka
Ivan Štrpka (ur. 30 czerwca 1944 w Hlohovcu) – słowacki poeta, prozaik, eseista, tłumacz oraz redaktor naczelny miesięcznika literackiego „Romboid”.

## Życiorys
Studiował język słowacki i hiszpański na Wydziale Filozoficznym Uniwersytetu Komeńskiego w Bratysławie. Podczas studiów, a także po ich ukończeniu, pracował w redakcji czasopism „Kultúrny život ” i „Mladá tvorba”. W latach 1970 - 1971 pracował w wydawnictwie Slovenský spisovateľ, a w latach 1971 - 1973 w wydawnictwie Tatran. Od 1973 roku do połowy lat 80.XX wieku pracował jako dramaturg w Telewizji Czechosłowackiej w Bratysławie. A potem  pełnił funkcję zastępcy redaktora naczelnego czasopisma „Mladé rozlety”. W latach 1990–1993 był redaktorem naczelnym czasopisma „Kultúrny život” . W latach 1999–2010 pełnił funkcję redaktora naczelnego czasopisma literackiego „Romboid”. Tłumaczył literaturę włoską, hiszpańska i portugalską. Jego utwory były tłumaczone na język francuski, niemiecki, hiszpański, portugalski, bułgarski, serbski, rumuński i polski.
Był jednym z założycieli grupy poetyckiej "Samotni biegacze". Pisał teksty dla słowackiego muzyka rockowego Dežo Ursiny. Niektóre z nich zostały wydane w tomiku Modrý vrch.

## Twórczość
Wydał:
- Krátke detstvo kopijníkov 1969[6]
- Tristan tára 1971
- Teraz a iné ostrovy 1981
- Pred premenou 1982
- Správy z jablka 1985
- Modrý vrch 1988
- Všetko je v škrupine (Poznámky z cesty) 1989
- Krásny nahý svet 1990
- Rovinsko, juhozápad: Smrť matky 1995
- Medzihry: Bábky kratšie o hlavu 1997
- Majster Mu a ženské hlasy 1997
- Bebé: Jedna kríza 2001
- Hlasy a iné básne 2001
- 25 básní 2003
- Tichá ruka: Desať elégií 2006
- eľký dych: Psychopolis, tenký ľad 2009
- Fragment (rytierskeho) lesa 2016
- Kam plášť, tam vietor 2018

## Tłumaczenia na język polski
- Cicha ręka: Dziesięć elegii (Tichá ruka: Desať elégií) przekład Zbigniew Machej 2009[2]
- Równina, południowy zachód. Śmierć matki (Rovinsko, juhozápad: Smrť matky  w tłumaczeniu Franciszka Nastulczyka 2011[2]
- Ciemne miejsca (Tichá ruka: Desať elégií) w tłumaczeniu Franciszka Nastulczyka 2020[2]

## Nagrody i odznaczenia
- 2009: Nominacja do nagrody Europejski Poeta Wolności za Cicha ręka. Dziesięć elegii w przekładzie Zbigniewa Macheja[7].
- 2021: Krzyż Pribiny[1]